# Ho, mia kor'
Ho, mia kor' è una famosa poesia di Ludwik Lejzer Zamenhof, scritta poco prima della pubblicazione del Primo Libro nel 1887. Il testo completo della breve poesia può essere letto, tra i vari siti, anche nella biblioteca universale online wikisource.

## Testo intero
Ecco il testo della poesia:

Ho, mia kor', ne batu maltrankvile,

El mia brusto nun ne saltu for!

Jam teni min ne povas mi facile,

Ho, mia kor'!

Ho, mia kor'! Post longa laborado

Ĉu mi ne venkos en decida hor'?

Sufiĉe! Trankviliĝu de l' batado,

Ho, mia kor'!»

Oh, mio cuore, non battere ansiosamente,

Non saltare fuori dal mio petto ora!

Già non riesco a trattenermi,

Oh, mio cuore!

Oh, mio cuore! Dopo un lungo lavoro

Non vincerò nell'ora decisiva?

Basta! Calma il tuo battito,

Oh, mio cuore!»

## Descrizione
Lo schema delle rime è ABAB CBCB. Il ritornello "Oh, mio cuore" è ripetuto per tutta la poesia, come un rondò.
La poesia utilizza il tema di un cuore che batte per illustrare la preoccupazione del poeta per il successo del suo progetto linguistico esperanto (la poesia è stata pubblicata nel Primo Libro in cui Zamenhof ha pubblicato la sua lingua).
Edmond Privat disse riguardo alla poesia:
In quei giorni Zamenhof scrisse un verso molto breve. Suona un po' come il respiro affannoso di un uomo che corre su cinque rampe di scale e si trova fermo davanti a una porta.»
(Edmond Privat)

## Storia
La poesia fu scritta poco prima della pubblicazione del Primo Libro nel 1887; quindi, è la prima letteratura originale pubblicata in esperanto. Gli altri testi del Primo Libro erano o traduzioni o testi pedagogici; la poesia “Mia penso” potrebbe essere stata scritta in precedenza (in proto-esperanto ), ma fu pubblicata solo più tardi.
Marjorie Boulton ha tradotto la poesia in inglese ("O heart, my heart, O do not throb so wildly,") nella sua biografia di Zamenhof.:38